# California Department of Corrections and Rehabilitation
Das California Department of Corrections and Rehabilitation (CDCR) ist die Strafvollzugsbehörde des US-Bundesstaates Kalifornien. Seit dem 12. Dezember 2022 ist Jeff Macomber Secretary des CDCR.

## Überblick

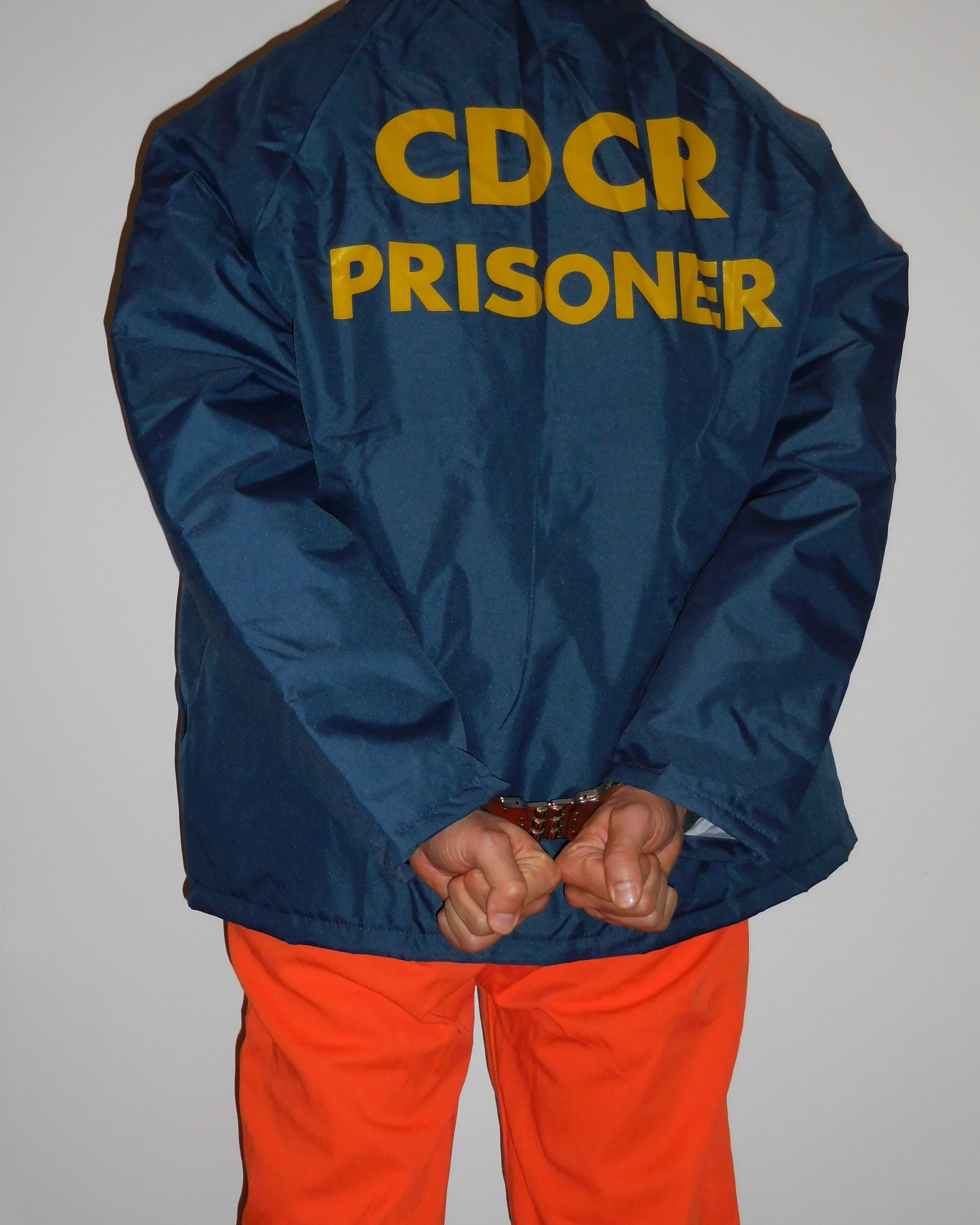
Gefangener in Anstaltskleidung

Der Hauptsitz des California Department of Corrections and Rehabilitation befindet sich in Sacramento. Mit 66.800 Mitarbeitern ist das CDCR die drittgrößte Strafvollzugsbehörde in den Vereinigten Staaten.
Seit 1852 hat das CDCR 31 Gefängnisse in Kalifornien eröffnet. Von 1921 bis 1951 hatte die Behörde den Namen California State Detentions Bureau. Im Jahr 1951 fand eine Umbenennung zu California Department of Corrections statt. Den heutigen Namen erhielt die Behörde 2004. Die Kosten für einen Gefangenen betragen jährlich 81.203 $ (Stand: 2018–2019), wovon 75 % für die Sicherheit und Gesundheitsvorsorge aufgewendet werden. Seit dem Jahr 2011 sind die jährlichen Kosten um 58 % gestiegen. Ausschlaggebend für diese Kostensteigerung waren eine Vergrößerung der Gefängnisse, um Überfüllung zu verringern und die Verbesserung der Gesundheitsvorsorge.

## Einrichtungen

### Unterbringung von Gefangenen in Gefängnissen anderer Bundesstaaten
Aufgrund der Überfüllung kalifornischer Gefängnisse wurden von 2009 bis 2019 Gefangene in Gefängnissen anderer Bundesstaaten untergebracht.
Dies waren:
- West Tennessee Detention Facility, Tennessee (Betreiber und Eigentümer ist CoreCivic; bis März 2009)
- North Lake Correctional Facility, Michigan (Eigentümer ist die Geo Group, Betreiber das Michigan Department of Corrections; bis Oktober 2011)
- Red Rock Correctional Center, Arizona (Eigentümer ist CoreCivic, Betreiber das Arizona Department of Corrections; bis Oktober 2013)
- North Fork Correctional Facility, Oklahoma (Eigentümer ist CoreCivic, Betreiber das Oklahoma Department of Corrections; bis November 2015)
- Florence Correctional Facility, Arizona (Betreiber und Eigentümer ist CoreCivic; bis Februar 2016)
- Tallahatchie County Correctional Facility, Mississippi (Betreiber und Eigentümer ist CoreCivic; bis Juli 2018)
- La Palma Correctional Facility, Arizona (Betreiber und Eigentümer ist CoreCivic; bis Juni 2019)[5]

Die höchste Anzahl an Gefangenen, welche in anderen Bundesstaaten untergebracht waren, lag im Jahr 2010 bei über 10.400.

## Bewährungsstrafe

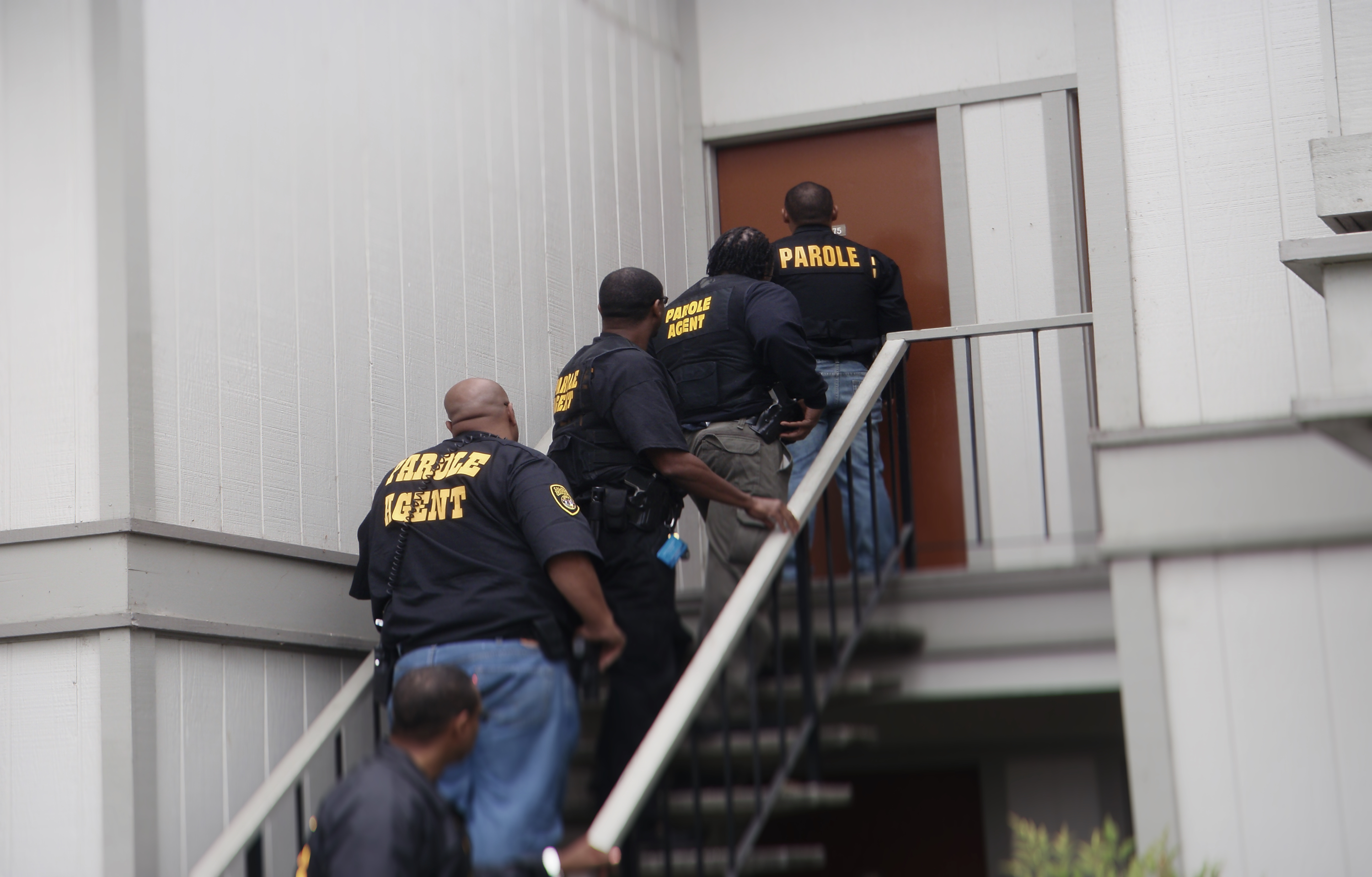
Bewährungshelfer des CDCR während eines Hausbesuchs

In Kalifornien werden über 148.000 erwachsene und 3800 jugendliche Personen, welchen eine vorzeitige Haftentlassung auf Bewährung genehmigt wurde, durch das CDCR überwacht. Die Anzahl an Personen, welchen eine vorzeitige Haftentlassung auf Bewährung genehmigt wurde, stieg von 1980 bis 2000 um ca. 1000 % an, der nationale Durchschnitt liegt bei unter 300 %. Mit 2884 % stieg die Anzahl an Personen, welche aufgrund von Verletzungen der Bewährungsauflagen wieder in Gefängnisse zurückkehren mussten, noch stärker an. Der nationale Durchschnitt liegt bei 600 %. Der überwiegende Anteil an Personen, welche während einer Bewährung wieder in Gefängnisse zurückkehren musste, hatte gegen die Bewährungsauflagen verstoßen und nur ca. 20 % haben neue Straftaten begangen.